# Ариберт (епископ Нарбона)
Ариберт (Арибер; лат. Aribert; VIII век) — предположительно, епископ Нарбона в 760-х годах.

## Биография
О существовании Ариберта упоминается только в одном средневековом историческом источнике — недатированом письме папы римского Стефана. В нём папа называл своего адресата архиепископом Нарбоны и главой епархий Септимании и Испании. Послание папы римского Стефана архиепископу Ариберту — важный источник по истории еврейской общины Нарбона. В частности, там упоминается о широких правах нарбонских евреев, включая право приобретать недвижимое имущество и использовать христиан для сельскохозяйственных работ.
Этот документ был опубликован в «Patrologia Latina» среди корреспонденции Стефана VI (VII), занимавшего Святой Престол в 896—897 годах. Однако известно, что в то время архиепископом Нарбона был Арнуст. На этом основании среди историков второй половины XIX века получило распространение мнение о том, что отправителем послания мог быть только папа римский Стефан III (IV), понтификат которого относится к 768—772 годам. Так как уже в 769 году епископом Нарбона был Даниэль, послание Стефана к Ариберту было ими датировано периодом от 7 августа 768 года до 12 апреля 769 года.
Однако уже в XIX веке исследователи начали высказывать сомнения в достоверности послания папы Сергия к епископы Ариберту. Проведя лингвистический и палеографический анализ этого документа, историк Луи Дюшен пришёл к выводу о том, что сохранившаяся копия письма, вероятнее всего, была написана в X веке. Тем не менее, он не решился однозначно заявить о том, что нарбонский епископ Ариберт никогда не существовал.
Если же свидетельство об Ариберте не является позднейшей фальсификацией, то этот глава Нарбонской митрополии должен был занимать епископский престол между Сунифредом, последнее упоминание о котором датируется 689 годом, и Даниэлем.